# Каркошка, Алоизий
Алои́зий Карко́шка (пол. Alojzy Karkoszka; 15 июня 1929, Рочины — 20 августа 2001, Лайс) — польский государственный и политический деятель времён ПНР, член политбюро и секретарь ЦК ПОРП.

## Начальная биография
Родился в деревне, расположенной в гмине Андрыхув. Во время немецкой оккупации был депортирован на принудительные работы в Германию. Окончил Варшавский политехнический университет,  получив специальность инженера-строителя. затем служил в 1951-1954 годах в армии. С 1954 работал начальником отдела на автозаводе в Варшаве. С 1945 года был членом Союза борьбы молодых, затем Союза польской молодёжи (до 1951 года). С 1949 года член Польской объединенной рабочей партии (ПОРП). По некоторым данным, сотрудничал с органами госбезопасности ПНР.

## Партийно-государственная карьера
С 1960 член Варшавского комитета ПОРП, в 1967–1970 – секретарь столичной парторганизации (первым секретарём являлся Юзеф Кемпа). С 1964 – кандидат в члены ЦК.
В июле 1970 перешёл на пост первого секретаря Гданьского воеводского комитета ПОРП. Несколько месяцев спустя на Балтийском побережье начались массовые рабочие протесты. Демонстранты требовали встречи с первым секретарём, но Каркошка (в отличие от председателя городского совета Гдыни Яна Марианьского) отказался от диалога и занял подчёркнуто жёсткую позицию. Он убеждал высшее партийное руководство, что в регионе происходят не спонтанные рабочие выступления, а проявляется «организованная антисоциалистическая тенденция». Был включён в оперативный штаб подавления волнений в Труймясто, куда входили также Гжегож Корчинский (начальник Генерального штаба, заместитель министра обороны ПНР), Станислав Кочёлек (член Политбюро и вице-премьер ПНР), Генрик Слабчик (заместитель министра внутренних дел), Роман Кольчиньский (комендант воеводской милиции).
14 декабря 1970 в Гданьске начались столкновения рабочих с милицией. А. Каркошка поддержал установку прибывшего в Гданьск члена Политбюро и секретаря ЦК ПОРП Зенона Клишко на силовое подавление протестов.

### В руководстве страны и партии
Новый первый секретарь ЦК ПОРП Эдвард Герек позитивно оценил действия Ф. Каркошки, считая, что ему удалось удержать под контролем ситуацию в Гданьске и воеводстве. В 1971 он был избран в члены ЦК.
С декабря 1971 по май 1975 перешёл на работу в правительство, заняв должность министра строительства, затем до 2 декабря 1976 был вице-премьером в кабинете Петра Ярошевича. Затем вернулся на партийную работу, возглавив Варшавский комитет ПОРП и заняв пост секретаря ЦК. В феврале 1980 был кооптирован в состав Политбюро ЦК ПОРП.
Принадлежал к близкому окружению Герека, считался его любимцем. Демонстрировал неукоснительную исполнительность в реализации указаний главы ПОРП. Во главе столичной парторганизации старался избегать конфликтных ситуаций, временами реально решая конкретные социально-бытовых вопросы города (например, касающиеся вопросы строительства, транспорта и потребительского рынка), что в целом соответствовало герековской политике социального маневрирования и государственного развития.

## Отставка
Летом 1980 в Польше вновь поднялась волна протестов. Возник и набрал силу профсоюз «Солидарность», который власти вскоре вынуждены были легализовать.
На заседании политбюро 15 августа 1980 Ф. Каркошка охарактеризовал сложившуюся в стране ситуацию как «очень опасную», говорил о перерастании экономических требований «Солидарности» в политические и утверждал, будто «технология хорошо организованных забастовок разработана Мочульским».
6 сентября 1980 первым секретарём ЦК ПОРП был избран Станислав Каня. На VII пленуме ЦК 3 декабря из руководства партии был выведено несколько человек, в том числе А. Каркошка, освобождённый от обязанностей члена политбюро.

## Кончина. В исторической памяти
Последние два десятилетия жизни прожил как пенсионер и частное лицо. В политических событиях участия не принимал, от публичности воздерживался. Скончался 20 августа 2001 года в возрасте 72 лет, похоронен на кладбище Воинские Повонзки.
В 2014 Институт национальной памяти издал книгу Zapomniani dygnitarze. Pierwsi sekretarze Komitetu Wojewódzkiego PPR/PZPR w Gdańsku w latach 1945–1990 – «Забытые сановники. Первые секретари воеводского комитета ППР/ПОРП в Гданьске в 1945–1990 годы». Заметное место в ней занимает А. Каркошка.
А. Каркошка выведен как эпизодический персонаж в фильме Чёрный четверг (Czarny czwartek) о событиях декабря 1970 года. Его роль исполняет Мирослав Кравчик.